# Coleco Telstar
La Coleco Telstar è una console di prima generazione prodotta da Coleco. La prima versione, un clone di Pong basato sul chip AY-3-8500 della General Instrument, è stata commercializzata a partire dal 1976; ulteriori altri modelli sono stati prodotti fino al 1978.

## Modelli
1. Telstar - (modello 6040, 1976) tre varianti di PONG (hockey sul ghiaccio, handball, tennis), due controller di tipo paddle incastonati nella stessa console. Questo era il primo gioco in assoluto che usava il chip AY-3-8500.[1]
2. Telstar Classic - (modello 6045, 1976) Identica al Telstar, case diverso.
3. Telstar Deluxe - (1977) detta "Video World Of Sports", identica alla Telstar, ma in un case con pannelli in legno per il mercato canadese, con testi in inglese e francese.
4. Telstar Ranger - (modello 6046, 1977) Quattro varianti di PONG (hockey, handball, tennis, jai alai) e due giochi con pistola ottica (Target, Skeet), contenitore in plastica bianco e nero con due paddle rimovibili e una pistola ottica. Usa sempre il chip AY-3-8500.
5. Telstar Alpha - (modello 6030, 1977) Quattro varianti di PONG, case diverso in bianco e nero, due controller/paddle fissi. Usava il chip AY-3-8500.
6. Telstar Colormatic - (modello 6130, 1977) Come il Telstar Alpha, ma con i controller rimovibili e grafica a colori. Usa sempre il chip AY-3-8500 e in più vi è il chip SN76499N della Texas Instruments che permette di avere grafica a colori.
7. Telstar Regent - (modello 6036, 1977) Come il Telstar Colormatic, ma senza colori e case in bianco e nero.
8. Telstar Sportsman - (1978) Simile al Telstar Regent, ma con dei controller non fissati alla console, con una pistola ottica aggiuntiva e diversi interruttori per configurarne il funzionamento.
9. Telstar Combat! - (modello 6065, 1977) Quattro varianti del videogioco arcade Tank della Kee Games, dotata di quattro joystick (due per giocatore), utilizza il chip AY-3-8700 della General Instrument.
10. Telstar Colortron - (modello 6135, 1978) Quattro varianti del gioco PONG a colori con suoni e due controller fissi, utilizzante il chip AY-3-8510.
11. Telstar Marksman - (modello 6136, 1978) Quattro varianti di PONG con due giochi per pistola ottica, la console utilizza il chip AY-3-8512.
12. Telstar Galaxy - Due joystick rimovibili e due paddle fissi, usa il chip dei giochi AY-3-8600 e l'AY-3-8615 per la codifica dei colori.
13. Telstar Gemini - (1978) Quattro giochi di flipper e due giochi basati su pistole ottiche a colori, pistola ottica e due pulsanti per il flipper a destra e sinistra del contenitore; utilizza il chip MPS 7600-004 della MOS Technology.
14. Telstar Arcade - (1977) Console basata su cartucce, case triangolare. Ognuno dei tre lati della console prevede una diversa modalità di gioco: un lato include una pistola ottica, un altro lato un volante direzionale con il cambio, l'ultimo lato due paddle uno per ogni giocatore. Ogni cartuccia include un chip custom MPS-7600 della MOS Technology (uno di questi era il chip 004 usato dal Gemini). I chip contengono circuiti logici custom controllati da un semplice processore che esegue un programma molto piccolo memorizzato in una memoria ROM.

Dettagli delle 4 cartucce del modello Arcade:
- Cartuccia numero 1 (venduta insieme al sistema) - Chip MPS 7600-002

1 Corsa su strada
2 Tennis
3 Quick draw (con pistola)
- Cartuccia numero 2 - Chip MPS 7600-001 (usato anche per il Commodore TV Game 2000K/3000H)

1 Hockey (due o quattro giocatori)
2 Tennis (due o quattro giocatori)
3 Handball (uno o due giocatori)
4 Giochi di mira : Jumping target e Quick Shot
- Cartuccia numero 3 - Chip MPS 7600-004 (usato anche per il Telstar Gemini)

1 Bonus flipper (uno o due giocatori)
2 Shooting gallery
3 Spara all'orso
4 Deluxe flipper (uno o due giocatori)
- Cartuccia numero 4 - Chip MPS 7600-003

1 Battaglia navale
2 Speed ball
3 Blast away

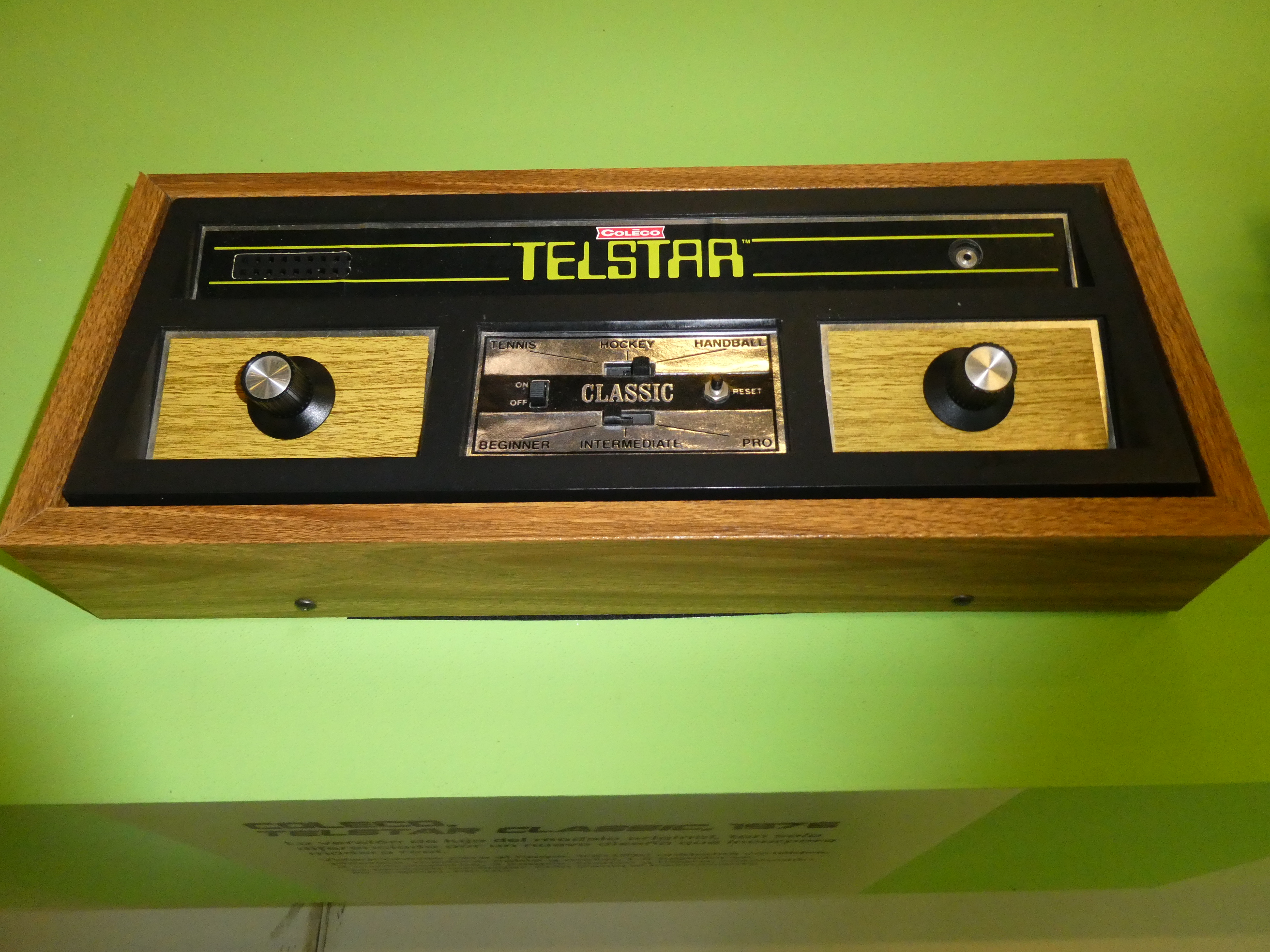
Telstar Classic
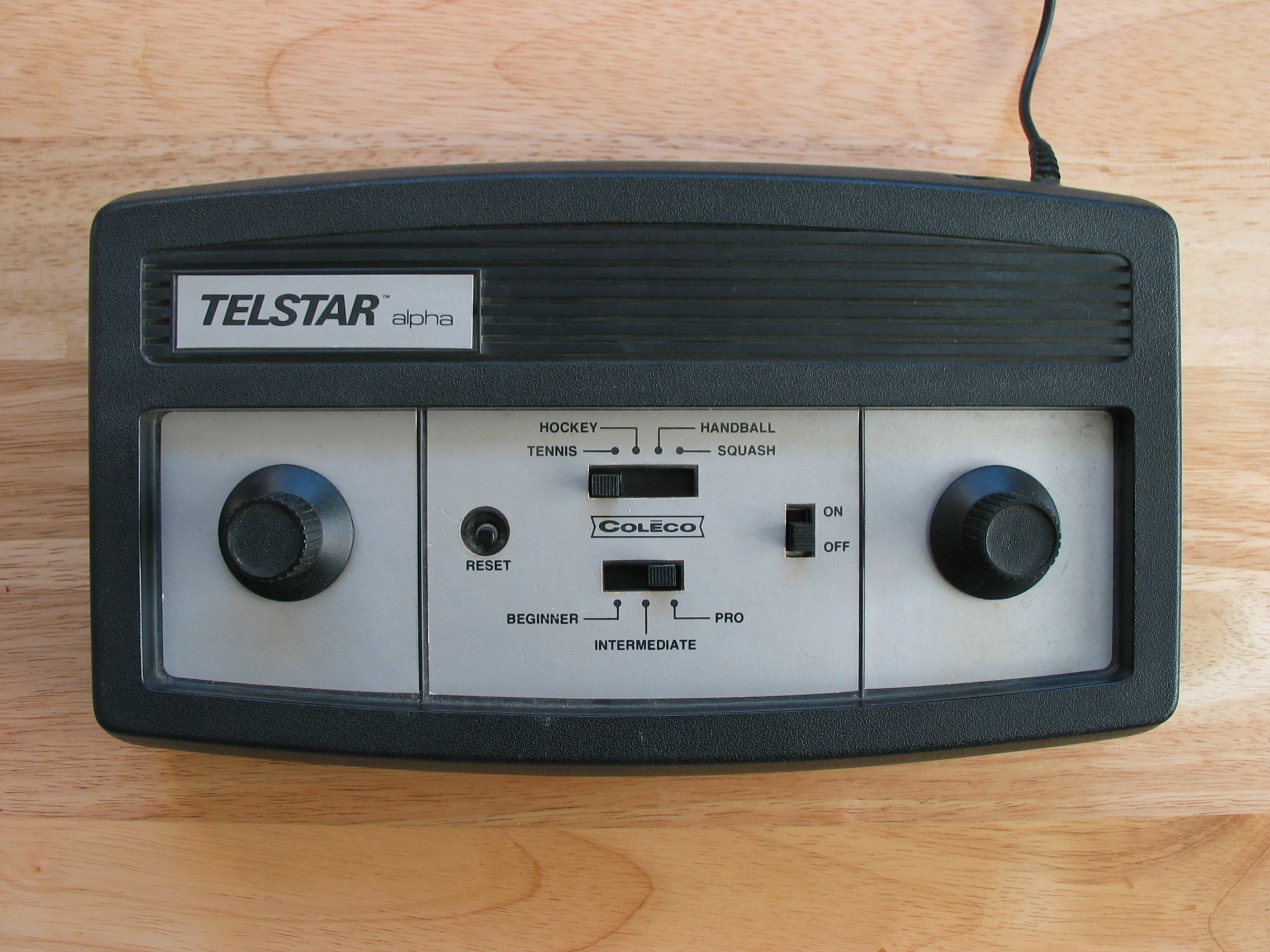
Telstar Alpha
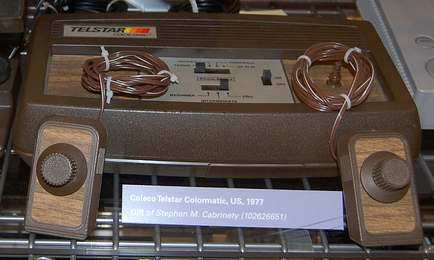
Telstar Colormatic
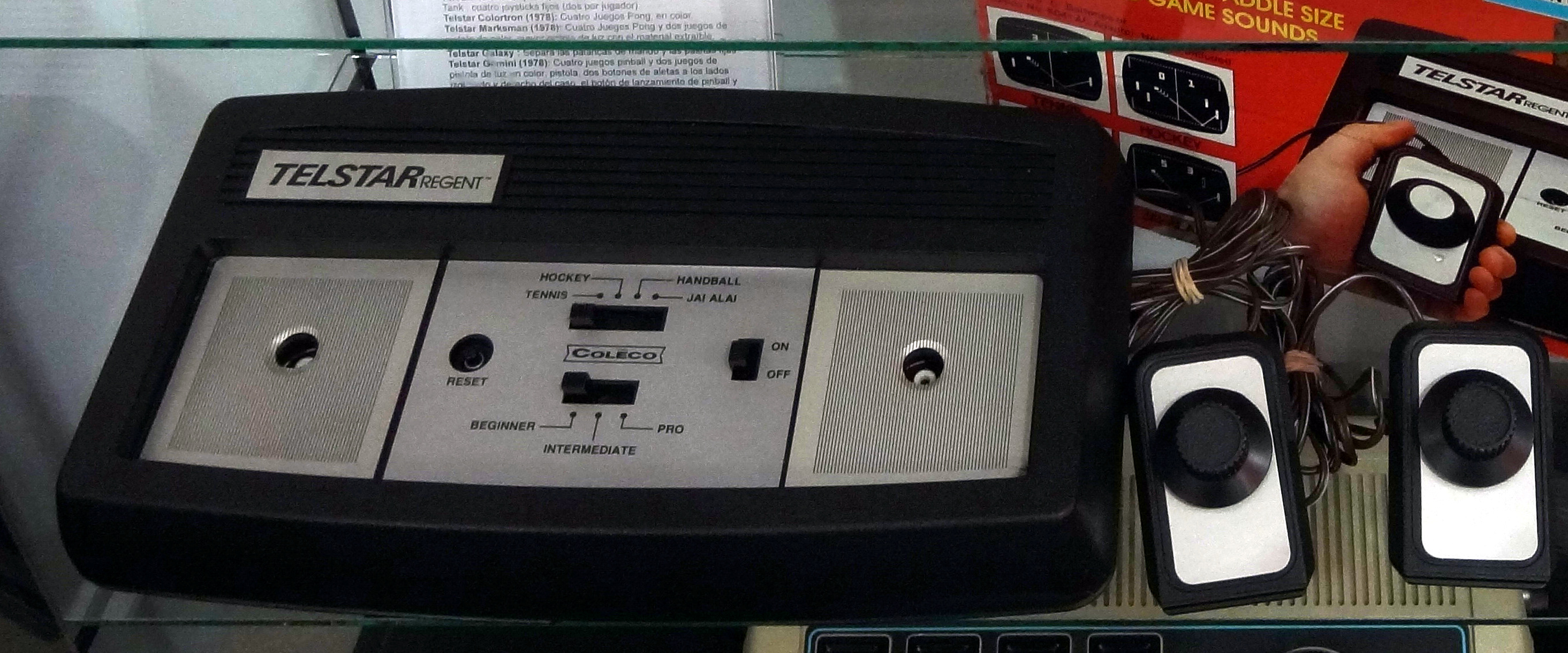
Telstar Regent
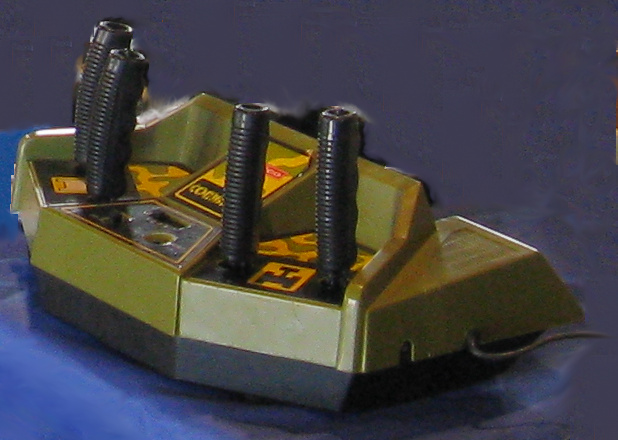
Telstar Combat!
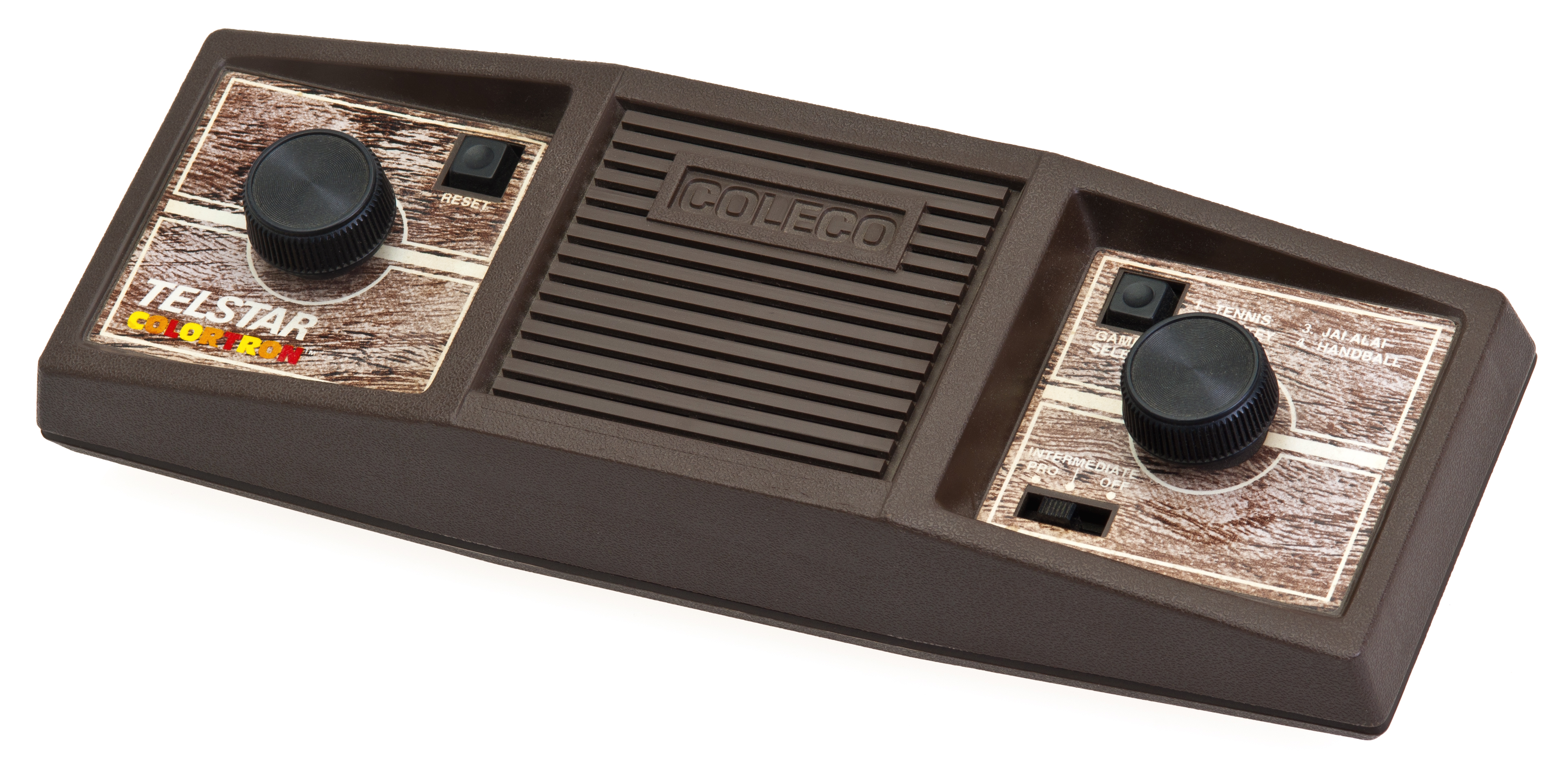
Telstar Colortron
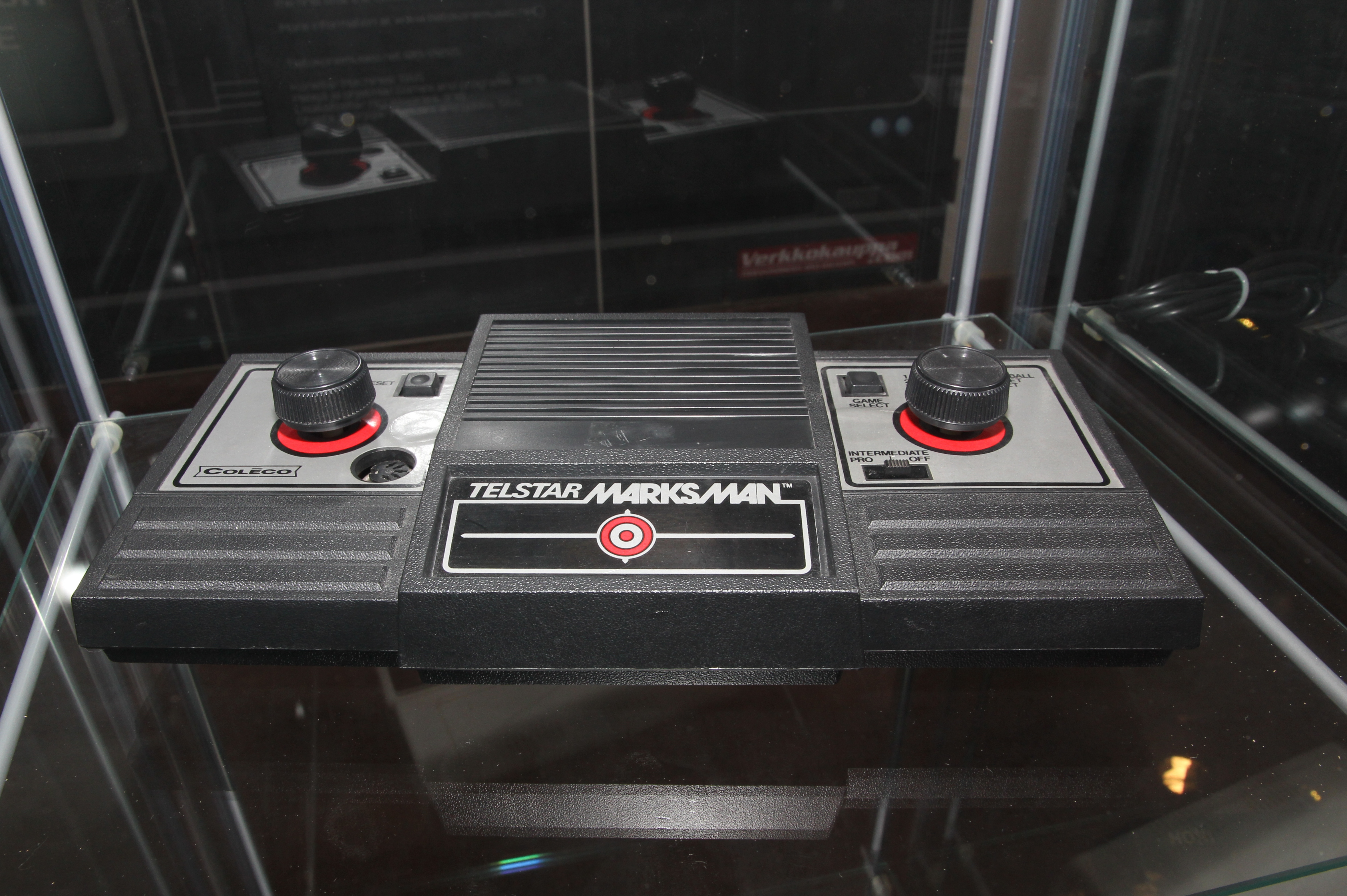
Telstar Marksman
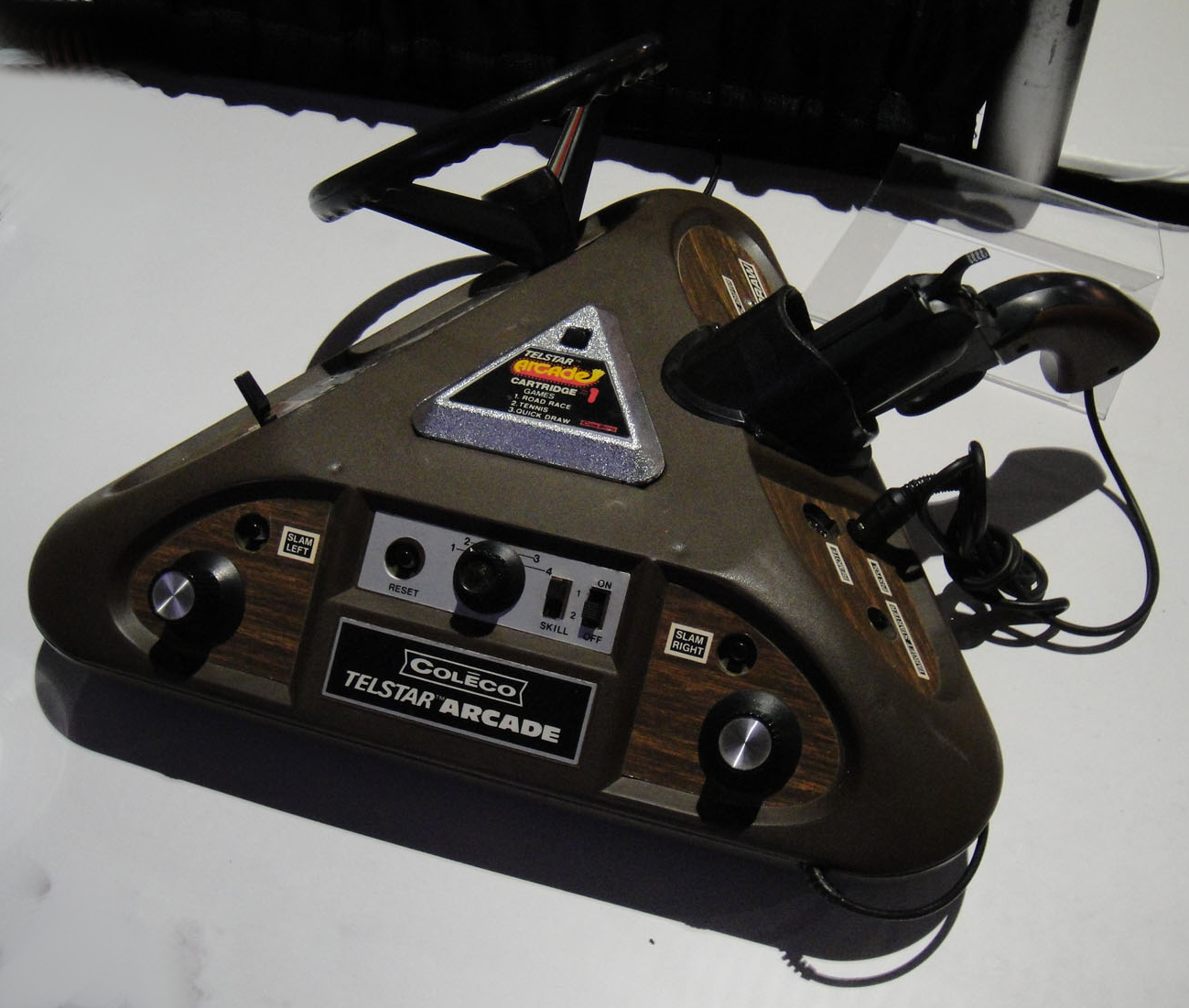
Telstar Arcade con inserita in cima la cartuccia n.1